# Медвеце (Липљан)
Медвеце (алб. Medvec) је насеље у општини Липљан, Косово и Метохија, Република Србија.

## Становништво
| Демографија | Демографија | Демографија |
| Година      | Становника  | Становника  |
| ----------- | ----------- | ----------- |
| 1948.       | 292         |             |
| 1953.       | 387         |             |
| 1961.       | 531         |             |
| 1971.       | 725         |             |
| 1981.       | 984         |             |
| 1991.       | 1.078       |             |